# Jonathan Woodgate
Jonathan Simon Woodgate (ur. 22 stycznia 1980 w Middlesbrough), angielski trener i piłkarz grający na pozycji obrońcy, reprezentant Anglii w latach 1998-2008.

## Życiorys
Jonathan Woodgate jest wychowankiem Leeds United, gdzie zaczął karierę w wieku 13 lat, a w 1997 zdobył młodzieżowy Puchar Anglii. W 1998 zadebiutował w pierwszej drużynie Leeds, gdzie trenerem był David O’Leary, i w krótkim czasie wywalczył miejsce w podstawowym składzie. Sezon 2000/2001 (m.in. półfinał Ligi Mistrzów z Leeds) przyćmiła sprawa pobicia czarnoskórego studenta, którego Woodgate dopuścił się z kolegą z klubu – Lee Bowyerem. Piłkarz został skazany na 100 godzin prac społecznych.
Kontynuował występy w Leeds do stycznia 2003, kiedy to przeszedł do Newcastle United. Kontuzja opóźniła debiut w nowym klubie o dwa miesiące, dopiero w marcu 2003 zagrał przeciwko Chelsea.
Kolejne urazy zahamowały nieco jego karierę, ale w sierpniu 2004 przeszedł za 20 milionów euro do madryckiego Realu. Przez pierwszy sezon spędzony w hiszpańskim klubie nękany był kontuzjami. Debiutował w następnym sezonie, we wrześniu 2005, zdobywając samobójczą bramkę oraz czerwoną kartkę. Ominęły go natomiast wielkie imprezy reprezentacyjne – Mistrzostwa Świata 2002 i Mistrzostwa Europy 2004. W sierpniu 2006 pod koniec okna transferowego Middlesbrough F.C. wypożyczył Woodgate'a z Realu Madryt do końca sezonu 2006/2007. Po okresie wypożyczenia został wykupiony przez klub angielski. W 2008 roku w przerwie zimowej został sprzedany do Tottenham Hotspur za kwotę 7,5 miliona funtów.
W lipcu 2011 roku podpisał roczny kontrakt ze Stoke City.
W czerwcu 1999 debiutował w reprezentacji Anglii w meczu z Bułgarami w ramach eliminacji mistrzostw Europy (w tej samej grupie eliminacyjnej występowała Polska). W reprezentacji rozegrał 7 meczów (stan na 24 czerwca 2008).

## Sukcesy
- Młodzieżowy Puchar Anglii: 1997
- Półfinał Pucharu Mistrzów: 2001
- Carling Cup: 2008